# Aubessagne
Aubessagne é uma comuna francesa na região administrativa da Provença-Alpes-Costa Azul, no departamento dos Altos Alpes. Estende-se por uma área de 27.51 km². Em 2010 a comuna tinha 716 habitantes (densidade: 26 hab./km²).
Foi criada em 1 de janeiro de 2018, a partir da fusão das antigas comunas de Chauffayer (sede da comuna), Saint-Eusèbe-en-Champsaur e Les Costes.